# Hyrule Warriors: L'era della calamità
Hyrule Warriors: L'era della calamità, in Giappone Zelda musō yakusai no mokushiroku (ゼルダ無双 厄災の黙示録?, Zeruda Musō Yakusai no Mokushiroku, lett. "Zelda senza rivali: L'Apocalisse della Calamità"), è un videogioco d'azione sviluppato da Omega Force e pubblicato nel 2020 da Nintendo per Nintendo Switch. Sequel di Hyrule Warriors, è ambientato cent'anni prima degli eventi di The Legend of Zelda: Breath of the Wild.

## Trama
Gli eventi del gioco avvengono fuori dal canone ufficiale della serie di The Legend of Zelda.
La trama inizia con un piccolo Guardiano (che in seguito verrà chiamato Terrako), presente nel Castello di Hyrule, che assiste impotente alla distruzione portata dalla Calamità Ganon nella linea temporale di Breath of the Wild. Poco prima della fine, Terrako riesce a viaggiare indietro nel tempo, portando con sé un frammento di Malice di Ganon, e arriva nella linea temporale prima che la Calamità avesse inizio.
Terrako, danneggiato, viene ritrovato da Link e Impa durante una battaglia e riattivato. Grazie alle informazioni che Terrako porta dal futuro (sotto forma di filmati), i protagonisti vengono a conoscenza dell'imminente catastrofe e delle visioni che mostrano la sconfitta di Hyrule. Questo cambia il corso degli eventi rispetto a quanto narrato in Breath of the Wild.
La storia si concentra sui tentativi di Link, Zelda e degli eroi di Hyrule (i quattro Campioni: Daruk, Mipha, Revali e Urbosa) di prepararsi e respingere la Calamità Ganon. Lavorano per riattivare le Bestie Divine e i Guardiani per combattere la minaccia.
Nel corso della trama, si introduce un nuovo antagonista, Astor, un misterioso profeta oscuro che ha appreso del futuro da un'altra versione corrotta di Terrako (chiamata Araldo Ganon, il Guardiano che ha seguito Terrako dal futuro) e cerca di facilitare il ritorno e il controllo di Ganon, collaborando con il Clan Yiga.
Man mano che la Calamità Ganon si manifesta, la battaglia diventa sempre più intensa. Tuttavia, grazie all'intervento di Terrako, che ha alterato la linea temporale, e all'arrivo inaspettato di discendenti dei Campioni dal futuro (come Sidon, Riju, Yunobo e Teba), le forze di Hyrule sono rinforzate. Anche personaggi come Re Rhoam, che in Breath of the Wild viene dato per morto, sopravvivono grazie a questi cambiamenti.
Il gioco culmina in uno scontro finale contro la Calamità Ganon, dove i Campioni, i loro discendenti, Link, Zelda e persino il Clan Yiga (che si ribella ad Astor dopo aver scoperto le sue vere intenzioni) uniscono le forze. Nonostante le difficoltà, inclusa la corruzione di Terrako da parte di Ganon in un certo punto, i nostri eroi riescono a sconfiggere e sigillare Ganon, salvando Hyrule dalla distruzione che era destinata a subire nella linea temporale originale.

## Modalità di gioco
Come il precedente gioco di Hyrule Warriors, Age of Calamity mescola il gameplay hack-and-slash del franchise Dynasty Warriors di Koei Tecmo con i personaggi, i luoghi e altri elementi della serie The Legend of Zelda di Nintendo. Il gioco prevede principalmente di affrontare battaglie su larga scala contro i nemici, completare inoltre obiettivi e intraprendere azioni strategiche come catturare basi e comandare truppe.
Oltre a mantenere i sistemi di combattimento e varie caratteristiche di Hyrule Warriors, il gioco incorpora la risoluzione di enigmi ambientali e l'uso della Tavoletta Sheikah e del parapendio di Breath of the Wild. I giocatori possono potenziare i propri personaggi, completare missioni e sfide, utilizzare risorse per accedere a nuove aree, costruire armi e cucinare cibi che possono fornire bonus in combattimento. Le armi in questo gioco sono invulnerabili e non si rompono nel tempo, a differenza di quanto accade in Breath of the Wild. La mappa del gioco è simile a quella di Breath of the Wild.
Il gioco presenta 18 personaggi giocabili; 14 si ottengono tramite la progressione nella storia principale, mentre quattro possono essere sbloccati completando varie missioni secondarie. Oltre ai personaggi, i giocatori sono anche in grado di controllare le gigantesche Bestie Divine per distruggere un gran numero di nemici.
Il gioco offre anche la compatibilità con gli Amiibo di Nintendo, tra cui le figure dei Quattro Campioni pubblicate insieme al gioco.

## Sviluppo
Age of Calamity è stato rivelato in un trailer pubblicato l'8 settembre 2020, presentato dal produttore della serie Zelda Eiji Aonuma e dal produttore di Koei Tecmo Yosuke Hayashi. Il gioco presentava le stesse risorse artistiche di Breath of the Wild, ma utilizzava lo stile di gioco del precedente titolo di Hyrule Warriors.  Ulteriori informazioni vennero poi rivelate al Tokyo Game Show il 26 settembre.
Il gioco si concretizzò quando il direttore di Breath of the Wild Hidemaro Fujibayashi e il direttore artistico Satoru Takizawa hanno presentato l'idea ad Aonuma, a cui è piaciuta l'idea e dopo le discussioni. Aonuma ha quindi contattato Hayashi, un produttore di Koei Tecmo, per creare un nuovo Hyrule Warriors relativo agli eventi della Grande Calamità, che erano stati menzionati ma non trattati esplicitamente in Breath of the Wild.  Aonuma sentiva che le battaglie si sarebbero integrate bene con lo stile di un gioco di Warriors. Gli sviluppatori di Zelda di Nintendo lavorarono quindi più a stretto contatto con il team di sviluppo di Koei Tecmo di quanto non avessero fatto con Hyrule Warriors, fornendo consigli e assistenza con gameplay, grafica, ambientazione e dialoghi.
Durante la presentazione del gameplay al Nintendo Treehouse Live il 7 ottobre, Nintendo dichiarò che il gioco avrebbe esplorato maggiormente i retroscena e le relazioni tra i personaggi, aspetti che non erano stati esaminati a fondo in Breath of the Wild. Alla fine di quel mese, la demo fu resa disponibile per il download dal Nintendo eShop, che includeva il primo capitolo del gioco. Kotaku notò dalla demo che il gioco sembrava più connesso a Breath of the Wild che a un generico titolo di Warriors.

### Doppiaggio
La narrazione principale del gioco, le scene di intermezzo e le azioni dei personaggi in battaglia sono interamente doppiate in varie lingue, compreso l'italiano. Come da tradizione per la serie, il protagonista Link non si esprime mai esplicitamente.
Il direttore del doppiaggio per la versione italiana è stato Jacopo Calatroni.
| Personaggio        | Doppiatore originale | Doppiatore italiano  |
| ------------------ | -------------------- | -------------------- |
| Link               | Kengo Takanashi      | originale            |
| Zelda              | Yū Shimamura         | Martina Felli        |
| Impa               | Akane Fujita         | Giulia Bersani       |
| Mipha              | Mayu Isshiki         | Sabrina Bonfitto     |
| Daruk              | Kōji Takeda          | Pietro Ubaldi        |
| Revali             | Noboru Yamaguchi     | Massimo Di Benedetto |
| Urbosa             | Rei Shimoda          | Tania De Domenico    |
| Castonne           | Miho Hino            | Francesco Mei        |
| Sidon              | Kōsuke Ōnishi        | Paolo De Santis      |
| Yunobo             | Kumiko Watanabe      | Alessandro Germano   |
| Teba               | Takuya Masumoto      | Massimiliano Lotti   |
| Riju               | Arisa Sakuraba       | Tiziana Martello     |
| Maestro Koga       | Atsuyoshi Miyazaki   | Oliviero Corbetta    |
| Re Rhoam           | Hiroshi Naka         | Natale Ciravolo      |
| Fate radiose       | Yuka Maruyama        | Lorella De Luca      |
| Monaco Myz Kyoshia |                      | Marco Balbi          |
| Pruna              | Ayano Shibuya        | Deborah Morese       |
| Rovely             | Kenichiro Matsuda    | Francesco Mei        |
| Supa               | Ryota Takeuchi       | Alessandro Germano   |
| Astor              |                      | Luca Sandri          |
| Grande albero Deku | Hideaki Nonaka       | Marco Balbi          |
| Re Dorefan         |                      | Oliviero Corbetta    |

## Accoglienza
| Testata                   | Giudizio    |
| ------------------------- | ----------- |
| Metacritic (media al)     | 78/100      |
| 4players.de               | 80/100      |
| Destructoid               | 8,5/10      |
| Electronic Gaming Monthly | 4/5         |
| Eurogamer                 | Consigliato |
| Famitsū                   | 36/40       |
| Game Informer             | 7,5/10      |
| GameSpot                  | 6/10        |
| GamesRadar+               | 4/5         |
| Hardcore Gamer            | 4/5         |
| IGN                       | 9/10        |
| Jeuxvideo.com             | 14/20       |
| Nintendo Life             | 8/10        |
| Nintendo World Report     | 8,5/10      |
| Pocket Gamer              | 3,5/5       |
| RPGFan                    | 86/100      |
| Shacknews                 | 9/10        |
| The Guardian              | 3/5         |
| USgamer                   | 4/5         |
| VG247                     | 4/5         |

Age of Calamity detiene un punteggio di 78 su 100 sull'aggregatore di recensioni Metacritic, a indicare "recensioni generalmente favorevoli".
TJ Denzer di Shacknews ha elogiato il gameplay, le differenze tra gli stili di gioco dei personaggi e la storia, definendo Age of Calamity "il gioco [in stile Dynasty Warriors] più completo e meglio realizzato che abbia mai visto". Ha inoltre affermato che il gioco "espande magistralmente [Breath of the Wild] sia nelle iconiche location di battaglia del gioco che nella colonna sonora che le accompagna".
Scott Baird di Screen Rant ha dichiarato che il gioco "offre uno sguardo affascinante sul mondo di Breath of the Wild insieme a un ottimo gameplay", lodando il "sistema di combattimento fenomenale" che "raramente appare ripetitivo o noioso" , le differenze tra gli stili di gioco dei personaggi, le "centinaia di ore di contenuti" e lo sviluppo del personaggio. Tuttavia, ha criticato la telecamera, che "tende a rimanere bloccata durante i livelli negli interni, il che è particolarmente frustrante quando si cerca di schivare gli attacchi nemici". Michael Goroff di Electronic Gaming Monthly ha elogiato il gameplay del gioco e l'uso dell'universo, dello stile e degli elementi di gioco di Breath of the Wild, definendolo "uno dei giochi più divertenti che abbia giocato in tutto l'anno". Tuttavia, è stato critico nei confronti della scelta della storia di presentare il viaggio nel tempo. Nella sua recensione, Daniel Dell-Cornejo di Nintendo Wire ha assegnato ad Age of Calamity un 8,5, lodando il gameplay, lo stile artistico, i filmati, la musica e l'ampio roster, ma ha espresso delusione per la direzione della storia e gli occasionali cali di framerate.

### Vendite
Nel Regno Unito, il gioco si è piazzato al sesto posto nelle vendite al dettaglio durante la sua settimana di lancio, vendendo quasi il 324% di copie in più rispetto a Hyrule Warriors: Definitive Edition durante lo stesso lasso di tempo nel 2018. Ha anche venduto 173 215 copie fisiche nella sua prima settimana di uscita in Giappone, divenendo il secondo gioco al dettaglio più venduto della settimana nel paese. È stato il 16° gioco più venduto in Giappone per il 2020. Negli Stati Uniti il gioco è stato il sesto gioco più venduto durante il mese di lancio.
Quattro giorni dopo la sua uscita, Koei Tecmo ha rivelato che erano state distribuite oltre 3 milioni di copie digitali e fisiche in tutto il mondo, diventando il gioco Warriors più venduto di tutti i tempi e superando tutti i precedenti giochi dell'intero franchise Warriors, inclusi tutti i giochi Dynasty Warriors e i loro spin-off, Fire Emblem Warriors e i precedenti giochi di Hyrule Warriors. Il gioco ha venduto oltre 3,5 milioni di copie entro la fine del 2020.  Ad aprile 2021, il gioco aveva venduto oltre 3,7 milioni di unità.